# EBS 라디오 교육뉴스
EBS 라디오 교육뉴스는 EBS FM에서 오후 3시 50분에 방송하는 라디오 뉴스 프로그램이다.